# Gnypeta lucens
Gnypeta lucens är en skalbaggsart som beskrevs av Max Bernhauer 1905. Gnypeta lucens ingår i släktet Gnypeta och familjen kortvingar. Inga underarter finns listade i Catalogue of Life.